# Europeiska unionens portal för öppna data
EU:s portal för öppna data innehåller en mängd uppgifter från EU:s institutioner och organ som får användas för både kommersiella och icke-kommersiella ändamål.   
Portalen är en del i EU:s strategi för öppna data. Målet är att garantera enkel och gratis tillgång till uppgifterna för att bidra till innovation och ekonomisk tillväxt. Portalen bidrar också till ökad insyn i och bättre redovisning av EU:s verksamhet.

## Rättslig grund och lansering
Portalen öppnade i december 2012 och inrättades formellt genom kommissionens beslut 2011/833/EU om vidareutnyttjande av kommissionens handlingar. 
Alla EU-institutioner uppmanas att offentliggöra information som öppna data och i möjligaste mån ge allmänheten tillgång till uppgifterna.
Portalen sköts av EU:s publikationsbyrå, medan kommissionens generaldirektorat för kommunikationsnät, innehåll och teknik ansvarar för strategin för öppna data.

## Funktioner
Portalen tillåter användare att söka, titta på, länka till, ladda ner och använda uppgifterna för kommersiella och icke-kommersiella ändamål med hjälp av en metadatakatalog. Via portalen finns tillgång till uppgifter från olika EU-webbplatser.
Semantisk teknik erbjuder nya funktioner. Man kan söka i metadatakatalogen via en sökmotor (fliken Data) eller genom Sparql-sökningar (fliken Länkade data). 
Användare kan ge feedback på uppgifternas kvalitet och själv föreslå data som de tycker saknas i portalen.
Gränssnittet finns på 24 officiella EU-språk, men de flesta metadata finns just nu bara på engelska, franska och tyska. Vissa metadata (t.ex. dataleverantörer och geografisk avgränsning) finns på 24 språk.

## Användarvillkor
Uppgifterna omfattas i de flesta fall av det rättsliga meddelandet för europa.eu. Man får normalt sett använda uppgifterna för kommersiella och icke-kommersiella ändamål utan kostnad, förutsatt man man anger källan. En mindre mängd data omfattas av särskilda regler som främst gäller skydd för personuppgifter och immateriella rättigheter. En länk till villkoren finns på de aktuella sidorna. 

## Vilka uppgifter finns?
Portalen innehåller en mängd värdefulla öppna data om EU:s olika politikområden, bland annat ekonomi, sysselsättning, forskning, miljö och utbildning. Deras betydelse bekräftas också i G8-gruppens stadga för öppna data från 2013. 
Hittills har omkring 70 institutioner och organ lagt ut sina uppgifter (bl.a. Eurostat, Europeiska miljöbyrån, gemensamma forskningscentrumet och kommissionens olika generaldirektorat). Portalen innehåller just nu över 11 700 dataserier.
Portalen innehåller också olika program och verktyg och en katalog över visualieringsverktyg (som publicerades i mars 2018). Här finns program som bygger på EU-data och som utvecklats av EU:s institutioner och organ eller av andra aktörer. De har både ett rent informationsvärde och visar hur datan kan användas. 
Katalogen innehåller visualiseringsverktyg, utbildningsmaterial och återanvändbara program.

## Uppbyggnad
Portalens funktioner bygger på öppna lösningar, bl.a. innehållshanteringssystemet Drupal och datakatalogprogrammet CKAN, som utvecklats av Open Knowledge Foundation. Det använder Virtuoso som RDF-databas och har en Sparql-slutpunkt.
Metadatakatalogen bygger på internationella standarder som Dublin Core, Data Catalogue Vocabulary DCAT-AP och Asset Description Metadata Schema (ADMS).